# Bismut(III)jodide
Bismut(III)jodide is een anorganische verbinding van bismut en jood met brutoformule BiI3.  bestaat uit groenachtig-zwarte kristallen en is onoplosbaar in water.
Bismut(III)jodide wordt gesynthetiseerd door di-jood en bismut te mengen en te verwarmen:
{\displaystyle \mathrm {2\ Bi\ +\ 3\ I_{2}\longrightarrow \ 2\ BiI_{3}} }